# Pakisztáni pillangóhal
A pakisztáni pillangóhal vagy csíkos pillangóhal  (Chaetodon collare) a sugarasúszójú halak (Actinopterygii) osztályának és a sügéralakúak (Perciformes) rendjéhez és a sörtefogúfélék (Chaetodontidae) családjába tartozó faj..

## Előfordulása
Elsősorban korallzátonyokon, a Csendes-óceán és az Indiai-óceán területén honosak.

## Megjelenése
Testhossza maximum 18 centiméter.

## Életmódja
Táplálékuk főleg korallpolipok és kisebb tengeri gerinctelenek: férgek és csigák.